# Mojoceratop
El mojoceratop (Mojoceratops) és un gènere de dinosaure ceratop. És un casmosaurí que va viure al Cretaci superior en el que actualment és Alberta i Saskatchewan. L'espècie tipus és M perifania. Es basa en fòssils que durant molt temps es van creure pertanyents al casmosaure.